# Three Allen Center
Three Allen Center je kancelářský mrakodrap v texaském městě Houston. Má 50 pater a výšku 208,7 metrů, je tak 12. nejvyšší mrakodrap ve městě. Byl dokončen v roce 1980, za designem budovy stojí Lloyd Jones Brewer and Associates.